# Episodi di Crash & Bernstein (seconda stagione)
La seconda stagione della serie televisiva Crash & Bernstein viene trasmessa in prima visione assoluta negli Stati Uniti sul canale Disney XD dall'7 ottobre 2013.
In Italia la stagione viene trasmessa in prima visione sul canale Disney XD dal 1º aprile 2014.
| nº | Titolo originale           | Titolo italiano                 | Prima TV USA     | Prima TV Italia |
| -- | -------------------------- | ------------------------------- | ---------------- | --------------- |
| 1  | The Nosejob Job            | Questione di naso               | 7 ottobre 2013   | 12 maggio 2014  |
| 2  | Health-o-ween              | Sano-ween                       | 14 ottobre 2013  | 13 maggio 2014  |
| 3  | Crash Is Having a Baby     | Papà Crash                      | 21 ottobre 2013  | 14 maggio 2014  |
| 4  | Trash & Bernstein          | Sfida all'ultimo bicchiere      | 28 ottobre 2013  | 15 maggio 2014  |
| 5  | Frat Chance                | La confraternita                | 18 novembre 2013 | 1º aprile 2014  |
| 6  | Action Zero                | Il cacciatore di mutanti        | 19 novembre 2013 | 16 maggio 2014  |
| 7  | Like Father, Like Purple   | Il ponte e il toro              | 20 novembre 2013 | 25 agosto 2014  |
| 8  | Merry Crashenfest          | Crashenfest                     | 3 dicembre 2013  | 26 agosto 2014  |
| 9  | Duck, Duck, Crash          | Qua, qua, Crash                 | 7 luglio 2014    | 27 agosto 2014  |
| 10 | Escape from Bigfoot Island | Bigfoot                         | 18 luglio 2014   | 28 agosto 2014  |
| 11 | Monkey Business            | L'officina del macaco meccanico | 21 luglio 2014   | 29 agosto 2014  |
| 12 | Flushed in Space           | Miliardari spaziali             | 28 luglio 2014   | 30 agosto 2014  |
| 13 | Double Header              | Un brufolo per amico            | 11 agosto 2014   | 31 agosto 2014  |